# Rhododendron luraluense
Rhododendron luraluense är en ljungväxtart. Rhododendron luraluense ingår i släktet rododendron, och familjen ljungväxter.

## Underarter
Arten delas in i följande underarter:
- R. l. luraluense
- R. l. whitmorei